# Tempelhofer Vorstadt
Tempelhofer Vorstadt est une partie de Kreuzberg, quartier de Berlin. Elle correspond à la partie de l'arrondissement au sud du Landwehrkanal.
À l'origine, elle fait partie de Tempelhof et est composée de grands terrains agricoles. En 1861, elle est intégrée à Berlin et constitue son propre quartier en 1920, aussi appelé Tempelhofer Revier. Lors de la formation des vingt districts dans le cadre de l'expansion de la ville vers le Grand-Berlin en 1920, Tempelhofer Vorstadt et une partie de Luisenstadt forment le quartier de Hallesches Tor, rebaptisé Kreuzberg.
Contrairement au sud de Friedrichstadt, Tempelhofer Vorstadt ressort plutôt intacte de la Seconde Guerre mondiale, en particulier des bombardements de février 1945.
À Tempelhofer Vorstadt se tient chaque année le Carnaval des cultures.

## Lieux et bâtiments de Tempelhofer Vorstadt
- Admiralbrücke
- Amerika-Gedenkbibliothek
- Baerwaldbad
- Belle-Alliance-Theater
- Bergmannstraße
- Église Saint-Boniface
- Chamissoplatz
- Église du Christ, Dieffenbachstraße
- Église du Christ, Hornstraße
- Columbia
- Columbiadamm
- Curry 36
- Musée allemand des techniques de Berlin
- Dieffenbachstraße
- English Theatre Berlin
- Fichtebunker
- Cimetière de Bergmannstraße
- Cimetière de la porte de Halle
- Caserne des gardes-dragons
- Gertraudenhospital (Berlin)
- Gneisenaustraße
- Graefekiez
- Hallesche-Tor-Brücke
- Hasenheide (rue)
- Haus Lindenberg
- Église Sainte-Croix
- Hornstraße
- Église du Gesù
- Église catholique apostolique de Berlin-Süd
- Église de Südstern
- Körtestraße
- Kottbusser Damm
- Kreuzberg, Hügel
- Kreuz-Neroberger
- Lettrétage
- Marheinekeplatz
- Markthalle XI, Marheinekehalle
- Mehringdamm
- Mehringhof
- Melanchthonkirche
- Möckernstraße
- Monument pour la campagne d'Allemagne de 1813
- Moviemento
- Nostitzstraße
- Park am Gleisdreieck
- Église de la Passion
- Sarotti-Höfe
- Schwules Museum
- Station de Gleisdreieck, construite à l'emplacement de l'ancienne gare de Dresde
- Station de Gleisdreieck
- Station de Mehringdamm
- Station de Möckernbrücke
- Station de Platz der Luftbrücke
- Station de Schönleinstraße
- Station de Südstern
- Südstern
- Theater Thikwa
- Train des généraux (de) avec Yorckstraße et Gneisenaustraße
- Türk Bakım Evi
- Urbanhafen
- Urbankrankenhaus
- Urbanstraße
- Viktoriapark
- Viktoria-Quartier
- Willy-Kressmann-Stadion
- Yorckstraße
- Zossener Straße

## Source, notes et références
- (de) Cet article est partiellement ou en totalité issu de l’article de Wikipédia en allemand intitulé « Tempelhofer Vorstadt » (voir la liste des auteurs).